# Kongh

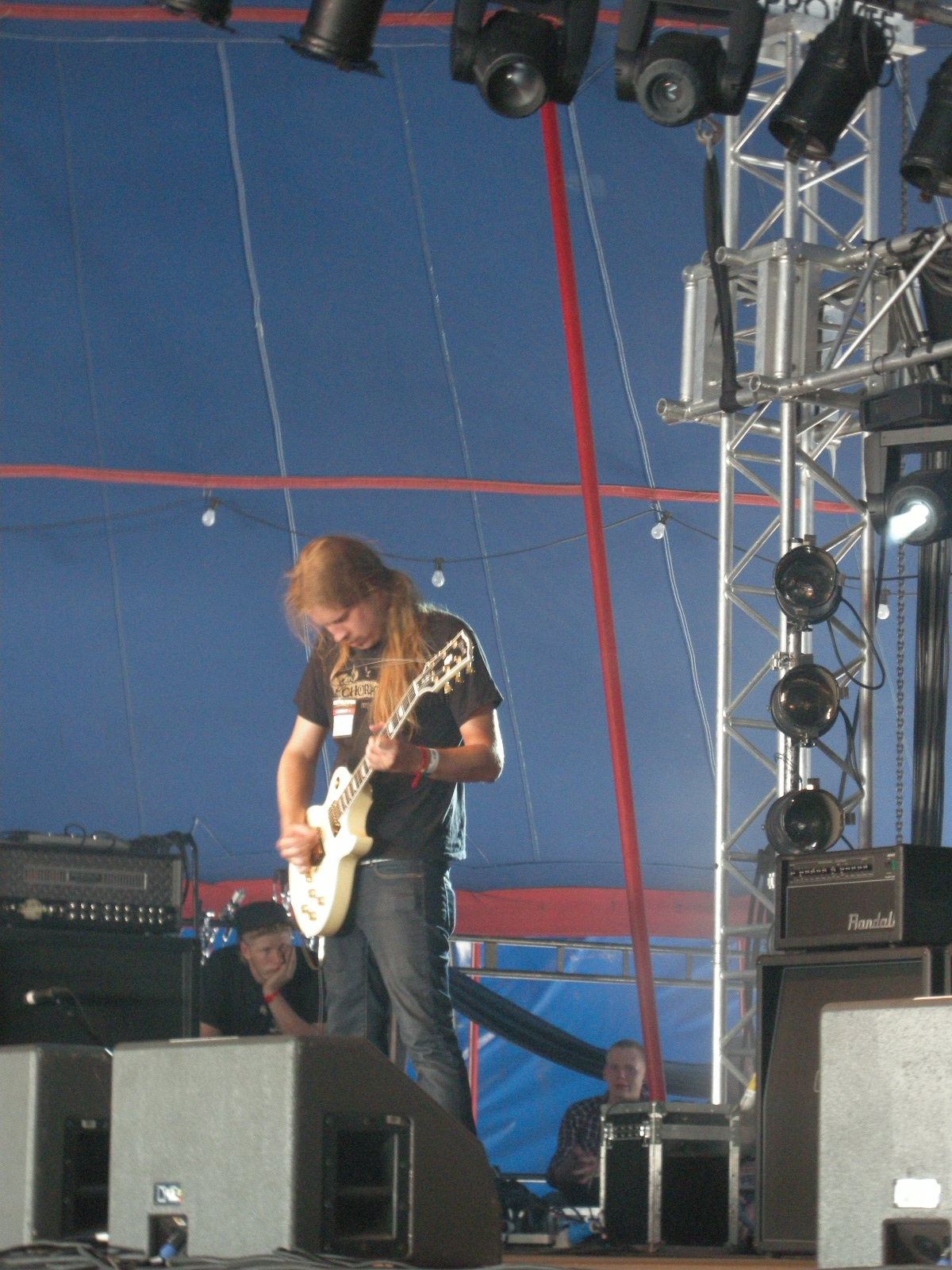
David Johansson, sångare och gitarrist, på Metaltown 2009

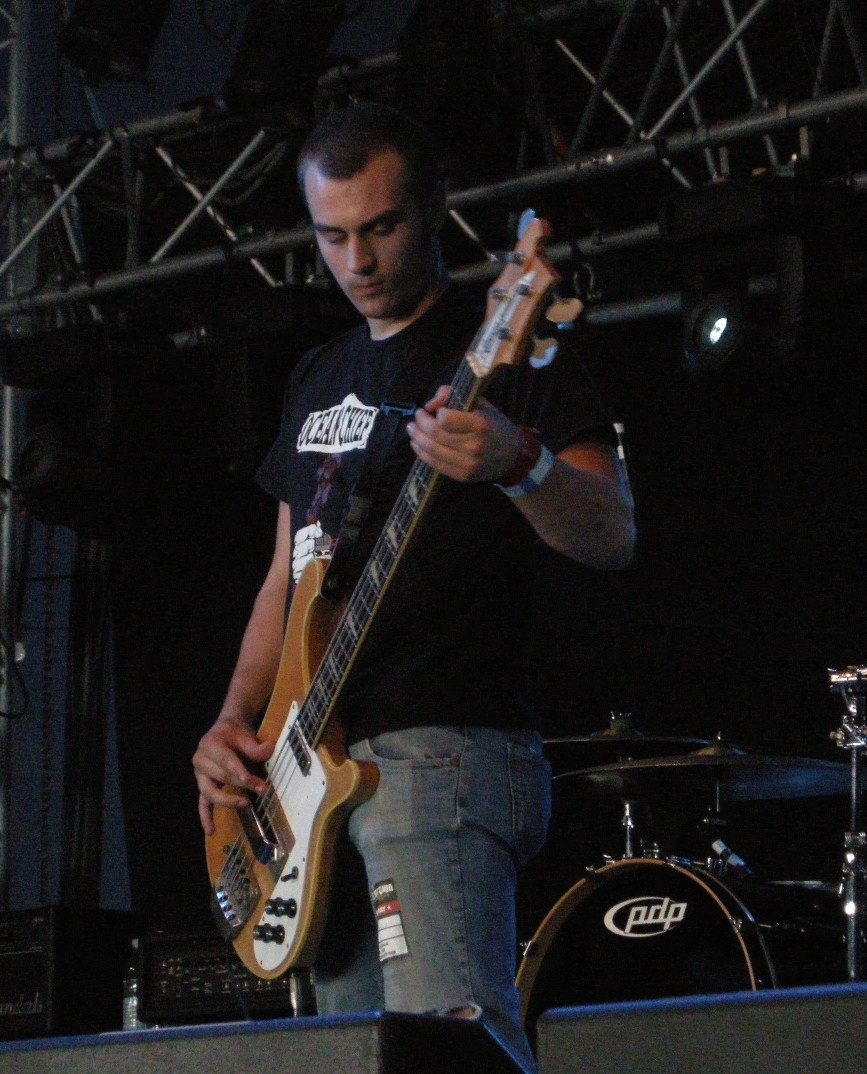
Oskar Rydén, basist (2006-2010), på Metaltown 2009

Kongh är ett svenskt doom/sludge-band från Nässjö, som bildades 2004. Debutalbumet Counting Heartbeats gavs ut 2007 och det andra fullängdsalbumet Shadows of the Shapeless släpptes i maj 2009.

## Historia
Kongh är ett doom/sludge-band från Nässjö som bildades 2004 av trummisen Tomas Salonen och gitarristen, sedermera också sångaren, David Johansson. Den första demon spelades in på Teknikkompaniet i Vetlanda och bandet hade då kompletterats med basisten Oskar Rydén. Den 45 minuter långa demon gavs ut 2006 och innehöll fyra spår varav två, de drygt 12 respektive 14 minuter långa låtarna "Zihuatanejo" och "Adapt the void" även återfinns på debutalbumet året därpå.
Demoutgivningen gav Kongh ett skivkontrakt med Trust No One Recordings och inspelningen av det första albumet skedde i januari-april 2007, även det på Teknikkompaniet, och med hjälp av Peter Lundin och Peter in de Betou. Debutalbumet Counting Heartbeats gavs ut 7 juli 2007 och utöver som cd släpptes albumet även i en begränsad vinylutgåva om 800 exemplar.
Året därpå släppte Kongh en vinyl-split tillsammans med Mjölby-bandet Ocean Chief och 2009 utgavs bandets andra fullängdsalbum. Shadows of the Shapeless gavs ut 15 maj på cd och som begränsad dubbel vinyl-LP om 500 exemplar.
I juli 2009 spelade bandet på Metaltown och gjorde dessutom flera Europaturnéer.
Basgitarristen Oskar Rydén slutade i bandet sommaren 2010 och ersattes en kortare tid av Johann Göransson. Från och med sommaren 2011 spelar Olle Hedenström basgitarr på bandets konserter.
Bandet släppte sitt tredje fullängdsalbum, Sole Creation, i februari 2013.
Tomas Salonen har även varit medlem i bandet Thundermother i början av deras karriär.

## Medlemmar
Nuvarande medlemmar
- David Johansson – gitarr, sång (2004–idag), basgitarr (2011– )
- Tomas Salonen – trummor (2004– )

Tidigare medlemmar
- Oscar Ryden – basgitarr (2006–2010)
- Johann Göransson – basgitarr (2010–2011)

Turnerande medlemmar
- Olle Hedenström – basgitarr (2011–2016), gitarr (2016– )
- Jörgen Sandström – basgitarr (2016– )

## Diskografi
Demo
- Demo 2006 – 2006

Studioalbum
- Counting Heartbeats – 2007 (CD, vinyl-LP)
- Shadows of the Shapeless – 2009 (CD, vinyl-LP)
- Sole Creation – 2013 (CD, vinyl-LP)

Annat
- "Turn into Dust" / "Blood for Kali" – 2008 (delad 7" vinyl: Kongh / Witch-Lord)
- "Drifting on Waves" / "Freja" – 2008 (delad vinyl LP: Kongh / Ocean Chief)